# Grand Prix automobile des Pays-Bas 1970
Résultats du Grand Prix des Pays-Bas de Formule 1 1970 qui a eu lieu sur le circuit de Zandvoort le 21 juin 1970.

## Classement
| Pos  | N° | Pilote               | Écurie             | Tours | Temps/Abandon      | Grille | Points |
| ---- | -- | -------------------- | ------------------ | ----- | ------------------ | ------ | ------ |
| 1    | 10 | Jochen Rindt         | Lotus-Ford         | 80    | 1 h 50 min 43 s 41 | 1      | 9      |
| 2    | 5  | Jackie Stewart       | March-Ford         | 80    | + 30 s 00          | 2      | 6      |
| 3    | 25 | Jacky Ickx           | Ferrari            | 79    | + 1 tour           | 3      | 4      |
| 4    | 26 | Clay Regazzoni       | Ferrari            | 79    | + 1 tour           | 6      | 3      |
| 5    | 23 | Jean-Pierre Beltoise | Matra              | 79    | + 1 tour           | 10     | 2      |
| 6    | 16 | John Surtees         | McLaren-Ford       | 79    | + 1 tour           | 14     | 1      |
| 7    | 12 | John Miles           | Lotus-Ford         | 78    | + 2 tours          | 8      |        |
| 8    | 24 | Henri Pescarolo      | Matra              | 78    | + 2 tours          | 13     |        |
| 9    | 22 | Ronnie Peterson      | March-Ford         | 78    | + 2 tours          | 16     |        |
| 10   | 1  | Pedro Rodríguez      | BRM                | 77    | + 3 tours          | 7      |        |
| 11   | 18 | Jack Brabham         | Brabham-Ford       | 76    | + 4 tours          | 12     |        |
| Nc.  | 15 | Graham Hill          | Lotus-Ford         | 71    | Non classé         | 20     |        |
| Abd. | 6  | François Cevert      | March-Ford         | 31    | Moteur             | 15     |        |
| Abd. | 3  | George Eaton         | BRM                | 26    | Fuite d'huile      | 18     |        |
| Abd. | 2  | Jackie Oliver        | BRM                | 23    | Moteur             | 5      |        |
| Abd. | 4  | Piers Courage        | De Tomaso-Ford     | 22    | Accident mortel    | 9      |        |
| Abd. | 9  | Jo Siffert           | March-Ford         | 22    | Moteur             | 17     |        |
| Abd. | 20 | Peter Gethin         | McLaren-Ford       | 18    | Accident           | 11     |        |
| Abd. | 32 | Dan Gurney           | McLaren-Ford       | 2     | Moteur             | 19     |        |
| Abd. | 8  | Chris Amon           | March-Ford         | 1     | Embrayage          | 4      |        |
| Nq.  | 21 | Andrea de Adamich    | McLaren-Alfa Romeo |       | Non qualifié       |        |        |
| Nq.  | 19 | Rolf Stommelen       | Brabham-Ford       |       | Non qualifié       |        |        |
| Nq.  | 31 | Pete Lovely          | Lotus-Ford         |       | Non qualifié       |        |        |
| Nq.  | 29 | Silvio Moser         | Bellasi-Ford       |       | Non qualifié       |        |        |

Légende :
- Abd.=Abandon

## Pole position et record du tour
- Pole position : Jochen Rindt en 1 min 18 s 30 (vitesse moyenne : 192,782 km/h).
- Tour le plus rapide : Jacky Ickx en 1 min 19 s 23 au 22e tour (vitesse moyenne : 190,519 km/h).

## Tours en tête
- Jacky Ickx 2 (1-2)
- Jochen Rindt 78 (3-80)

## À noter
- 3e victoire pour Jochen Rindt. Toutefois, la victoire fut amère à en juger par sa mine sombre car il avait appris en fin de course que son ami Piers Courage avait trouvé la mort lors de l'épreuve.
- 38e victoire pour Lotus en tant que constructeur.
- 30e victoire pour Ford-Cosworth en tant que motoriste.
- 1er Grand Prix et 1ers points pour Clay Regazzoni.
- 1er Grand Prix pour François Cevert.